# Calea urticifolia
Calea urticifolia là một loài thực vật có hoa trong họ Cúc. Loài này được (Mill.) DC. mô tả khoa học đầu tiên năm 1836.